# 1964 a sportban
1964 főbb sporteseményei a következők voltak:

## Események

### Határozott dátumú események
- január 29.–február 9. – Az ausztriai Innsbruckban rendezik meg a IX. téli olimpiai játékokat 36 ország részvételével.
- május 2. – Kilenc kínai hegymászó elsőként mássza meg a Sisapangma (8027 m) csúcsot.
- június 21. – A labdarúgó-Európa-bajnokság a spanyol válogatott győzelmével ér véget, miután a madridi döntőn 2–1-re legyőzik a Szovjetunió csapatát.
- október 10–24. – 93 ország részvételével Tokióban rendezik a XVIII. nyári olimpiai játékokat.

### Határozatlan dátumú események
- John Surtees nyeri a Formula–1-es világbajnokságot a Ferrarival.

## Születések
- január 6. – Henry Maske, olimpiai, világ- és Európa-bajnok amatőr német ökölvívó
- január 14. – Dale Jasper, angol labdarúgó († 2020)
- január 16. – Engrich Mariann, taekwondo világ- és Európa-bajnok, kick-box Európa-bajnok († 1996)
- január 18. – Lázaro Vargas, olimpiai bajnok kubai baseballjátékos
- január 22. – Jon Gittens, angol labdarúgó, hátvéd, edző († 2019)
- január 24. – Stefano Cerioni, olimpiai és világbajnok olasz tőrvívó, edző
- február 3. – Michael Rummenigge, német válogatott labdarúgó
- február 9. – Ernesto Valverde, spanyol válogatott labdarúgó, edző
- február 12. – Dumitrița Turner, kétszeres világbajnok és olimpiai ezüstérmes román szertornász, edző, nemzetközi sportbíró, könyvelő
- február 18. – Danyi Gábor, magyar kézilabdázó, edző
- február 22. – Gigi Fernández, olimpiai bajnok Puerto Ricó-i születésű amerikai teniszezőnő
- február 26. – Petar Hubcsev, bolgár válogatott labdarúgó, edző
- március 4. – Éberle Emília, világbajnok, olimpiai és Europa-bajnoki ezüstérmes román szertornász, edző
- március 7.
  - Batai János, magyar válogatott röplabdázó, újságíró († 2020)
  - Vlagyimir Mihajlovics Szmirnov, olimpiai ezüstérmes orosz származású szovjet, majd kazahsztáni sífutó
- március 9. – Phil Housley, olimpiai ezüstérmes és világkupa-győztes amerikai válogatott jégkorongozó, edző, HHOF-tag
- március 20. – Lucian Burchel, román válogatott labdarúgó
- március 31. – Nikolaj Iliev, bolgár válogatott labdarúgó
- április 3. – Marco Ballotta, olasz labdarúgó
- április 5.
  - Steve Beaton, angol dartsjátékos
  - Marius Lăcătuş, román válogatott labdarúgó, edző
- május 7. – Giuseppe Iachini, olasz labdarúgó, középpályás, edző, olimpikon
- május 16. – Bérces Edit, világ- és Európa-bajnok, világcsúcstartó, magyar ultramaratoni futó
- május 25. – Volodimir Inozemcev, szovjet-ukrán hármasugró († 2020)
- május 26. – Gátai Róbert, olimpiai és világbajnoki bronzérmes magyar tőrvív
- június 4. – Antonio Pacheco Massó, olimpiai bajnok kubai baseballjátékos
- június 15. – Michael Laudrup, dán válogatott labdarúgó, edző
- június 17. – Charles Oguk, kenyai válogatott gyephoki játékos, olimpikon († 2020)
- június 22. – Miroslav Kadlec, Európa-bajnoki ezüstérmes cseh válogatott labdarúgó
- július 2. – Éric Srecki, olimpiai és világbajnok francia párbajtőrvívó
- július 3. – Stefan Eeckelaert, belga profi dartsjátékos († 2019)
- július 7. – Boncso Gencsev, bolgár válogatott labdarúgó
- július 26. – Bogár János, ultramaratoni futó
- augusztus 8. – Jack Sprague, NASCAR Truck Series-bajnok amerikai autóversenyző
- augusztus 9. – Roman Vitaljevics Moncsenko, olimpiai bronzérmes orosz evezős († 2020)
- augusztus 13. – Horváth József, sakknagymester, FIDE mesteredző
- szeptember 2. – Jimmy Banks, amerikai válogatott labdarúgó, hátvéd († 2019)
- szeptember 7. – Jeff Parker, amerikai jégkorongozó († 2017)
- szeptember 18. – Constantin Varga, román válogatott labdarúgó
- szeptember 23. – Tolnai Tibor, sakknagymester
- november 1. – Orestes Kindelán, olimpiai bajnok kubai baseballjátékos
- október 3. – Jostein Flo, norvég válogatott labdarúgócsatár
- október 24. – Frode Grodås, norvég válogatott labdarúgó
- november 5.
  - Stanislav Lieskovsky, szlovák labdarúgó, edző († 2018)
  - Abedi Pelé, ghánai válogatott labdarúgó
- november 11. – Randy Heath, kanadai jégkorongozó
- november 16. – Josip Weber, horvát és belga válogatott horvát labdarúgó († 2017)
- november 19.
  - Irina Laricseva, világbajnok szovjet-orosz sportlövő, olimpikon  († 2020)
  - Jelena Arkagyjevna Najmusina, olimpiai és világbajnok szovjet-orosz tornász († 2017)
- november 29. – Tóth Gábor, világbajnoki bronzérmes, Európa-bajnoki ezüst- és bronzérmes birkózó, olimpikon

## Halálozások
- ? – François Gibens, olimpiai ezüstérmes belga tornász (* 1896)
- január 2. – Oldřich Kučera, világbajnoki bronzérmes, Európa-bajnok és Európa-bajnoki ezüst- és bronzérmes csehszlovák válogatott cseh jégkorongozó, olimpikon (* 1914)
- január 7. – Reg Parnell, brit autóversenyző (* 1911)
- január 19. – Joe Weatherly, amerikai autóversenyző (* 1922)
- január 20. – Karl-Johan Svensson, kétszeres olimpiai bajnok svéd tornász (* 1887)
- február 15. – Adolf Šimperský, világbajnoki ezüstérmes csehszlovák válogatott labdarúgó (* 1909)
- február 17. – Katie Gillou, francia teniszezőnő, olimpikon (* 1887)
- március 9. – Teofil Rost, lengyel tornász, edző (* 1907)
- március 21. – Wolfgang Dorasil, Európa-bajnok német nemzetiségű csehszlovák jégkorongozó, olimpikon (* 1903)
- április 6. – Wilbert Hurst-Brown, Európa-bajnoki bronzérmes kanadai-brit jégkorongozó, olimpikon (* 1899)
- április 29. – Lukas Nielsen, olimpiai bronzérmes dán tornász (* 1884)
- május 7. – Geoffrey Holmes, kanadai-brit olimpiai bronzérmes jégkorongozó (* 1894)
- május 25. – Joe Martin, amerikai baseballjátékos (* 1876)
- június 9. – Niels Turin-Nielsen, olimpiai bajnok dán tornász (* 1887)
- június 13. – Olaf Syvertsen, olimpiai ezüstérmes norvég tornász (* 1884)
- június 18. – Per Nilsson, olimpiai bajnok svéd tornász (* 1890)
- július 13. – Per Jespersen, norvég olimpiai bajnok és ezüstérmes tornász (* 1888)
- július 29. – Vean Gregg, World Series bajnok amerikai baseballjátékos (* 1885)
- augusztus 1. – Taffy Abel, olimpiai ezüstérmes és kétszeres Stanley-kupa győztes amerikai jégkorongozó (* 1900)
- augusztus 16. – William Cowhig, olimpiai bronzérmes brit tornász (* 1887)
- augusztus 17. – Happy Felsch, World Series bajnok amerikai baseballjátékos (* 1891)
- szeptember 26. – Einar Strøm, norvég olimpiai bajnok tornász (* 1885)
- október 7. – Sidney Cross, olimpiai bronzérmes brit tornász (* 1891)
- október 9. – Siegfried Lerdon, olimpiai és világbajnoki bronzérmes német tőr- és párbajtőrvívó (* 1905)
- október 17. – Marius Hiller német és argentin válogatott labdarúgó (* 1892)
- október 19. – Raymond Bonney, olimpiai ezüstérmes amerikai jégkorongozó (* 1892)
- október 30. – Luciano Savorini, olimpiai bajnok olasz tornász (* 1885)
- november 13. – Bris Lord, World Series bajnok amerikai baseballjátékos (* 1883)
- november 16. – Lucien Dehoux, olimpiai bronzérmes belga tornász (* 1890)
- november 19. – Fred Hofmann, World Series bajnok amerikai baseballjátékos (* 1894)
- november 29. – Adolfo Tunesi, olimpiai bajnok olasz tornász (* 1887)
- december 31. – Bobby Byrne, World Series bajnok amerikai baseballjátékos (* 1884)